# Randall Cunningham
Randall Wade Cunningham (* 27. März 1963 in Santa Barbara, Kalifornien) ist ein ehemaliger US-amerikanischer American-Football-Spieler auf der Position des Quarterbacks. Er spielte sechzehn Jahre in der National Football League (NFL), elf davon für die Philadelphia Eagles.

## Jugend und College
Randall Cunningham wurde am 27. März 1963 in Santa Barbara geboren. Sein Vater Samuel war Eisenbahnarbeiter und seine Mutter Mabel Krankenschwester. Er beendete die High School in Santa Barbara 1981 und spielte danach bis 1984 College Football an der University of Nevada, Las Vegas (UNLV), wo er auch als Punter eingesetzt und zum All-American gewählt wurde.

## NFL

### Philadelphia Eagles
Cunningham wurde im NFL Draft 1985 von den Philadelphia Eagles als 37. Spieler ausgewählt. Er war ein athletischer Quarterback, der sowohl gut werfen als auch laufen konnte: in seiner Karriere warf er Pässe für 29.979 Yards und erzielte im Laufspiel weitere 4.928 Yards. In seinem dritten Jahr verdrängte er Ron Jaworski als Starting-Quarterback und führte das Team von Head Coach Buddy Ryan 1988 ins NFC Championship Game, wo sie im nebelverhangenen Fog Bowl an den Chicago Bears scheiterten. Trotzdem wurde Cunningham zum ersten Mal in den Pro Bowl gewählt, was er in den beiden nächsten Jahren wiederholte. 1990 hatte er seine statistisch beste Saison (4.404 Yards Raumgewinn, 30 Touchdowns, 13 Interceptions) und gewann den NFL Most Valuable Player Award. Im darauffolgenden Jahr erlitt er einen Kreuzbandriss, konnte nicht mehr an seine Leistungen anknüpfen und wurde, nach mäßigen Jahren, 1995 von den Eagles entlassen.

### Comeback
Nach einem Jahr Abstinenz, als Analyst für Turner Network Television (TNT), feierte Cunningham 1997 bei den Minnesota Vikings ein eindrucksvolles Comeback. Als der Starting-Quarterback der Vikings, Brad Johnson, verletzt ausfiel, sprang er ein und setzte seine Wide Receiver Randy Moss und Cris Carter so gut ein (3.704 Yards, 34 Touchdowns, Pro Bowl), dass die Vikings mit 556 Punkten einen neuen NFL-Rekord aufstellten. Nachdem die Vikings in den Play-offs in der Verlängerung gegen die Atlanta Falcons ausschieden, verlor Cunningham 1999 seinen Stammplatz an Jeff George. Zum Ende seiner Karriere spielte er noch als Reservist für die Dallas Cowboys (2000) und die Baltimore Ravens (2001), ehe er im Alter von 38 Jahren, nach 16 Spielzeiten in der NFL, seine Karriere beendete.

## Privatleben
Cunningham ist ein wiedergeborener Christ und wurde nach dem Ende seiner Karriere als protestantischer Pfarrer ordiniert. Er ist verheiratet mit Felicity und war Vater von zwei Söhnen. Sein zweijähriger Sohn Christian ertrank 2010 im heimischen Whirlpool, den Cunningham für Taufen nutzte. Seine Tochter Vashti Cunningham und sein Sohn Randall Cunningham II sind beide Hochspringer.